# Miller River (South Fork Skykomish River)
Der Miller River ist ein linker Nebenfluss des South Fork Skykomish River im Kaskadengebirge im US-Bundesstaat Washington. Er verläuft im King County. Der Fluss ist nach dem in den 1890er Jahren tätigen Prospektor John Miller benannt.

## Flusslauf
Der Miller River entsteht am Zusammenfluss seiner beiden Quellflüsse East Fork und West Fork Miller River. Er fließt in nördlicher Richtung und mündet nach 5,5 km in den nach Westen fließenden South Fork Skykomish River. Die Mündung befindet sich knapp 3 km westlich von Skykomish. Westlich der Mündung befindet sich die Siedlung Miller River, bis zum Ersten Weltkrieg als „Berlin“ bekannt. Der mittlere Abfluss (MQ) beträgt etwa 9,5 m³/s.
Der Miller River Campground liegt unmittelbar unterhalb des Zusammenflusses.

## West Fork Miller River
Der West Fork Miller River hat seinen Ursprung in der Bergkette, die ihn vom Einzugsgebiet des Taylor River trennt. Er fließt von dort nordostwärts und vereinigt sich nahe dem West Fork Campground mit dem East Fork. Seine einzigen offiziell benannten Zuflüsse sind der Cleopatra Creek und der Coney Creek. Der Cleopatra Creek entwässert ein Becken unmittelbar nördlich der Quelle des West Fork, während der Coney Creek der Abfluss des Hochgebirgssees Coney Lake ist. Gerade oberhalb seiner Mündung stürzt der West Fork über zwei kleine Wasserfälle, die Borderline Falls und die Immigration Falls. Der Zugang entlang der West Fork Road ist aktuell (2015) durch Tore versperrt, unterspült und überwachsen; es gibt keine bekannten Planungen, die Straße wieder zugänglich zu machen. Der Zugang mit motorisierten Fahr- und Flugzeugen (Auto, Motorrad, Hubschrauber etc.) ist in den höher gelegenen Regionen durch die Beschränkungen der Alpine Lakes Wilderness verboten.
Zuflüsse des West Fork
- Abfluss des Gouging Lake
- Cleopatra Creek
- Coney Creek
- Francis Lake Outlet Stream

## East Fork Miller River
Der 11,4 km lange East Fork Miller River beginnt als Abfluss des Lake Dorothy. Nachdem er den See verlassen hat, stürzt der Fluss über einen Steilhang und bahnt sich seinen Weg zum Talgrund des Camp Robber Valley. Die Florence Falls liegen nahe am Fuß des Steilhangs. Kurz nach dem Wasserfall nimmt der Fluss den Camp Robber Creek aus dem Süden, danach den Smith Creek aus dem Westen auf. Nordwärts fließend erreichen mehrere unbenannte Fließgewässer den East Fork. Der Great Falls Creek, welcher den winzigen Tumwater Lake entwässert, fließt ihm von Westen her zu.
Zuflüsse des East Fork
- Camp Robber Creek
- Smith Creek
- Abfluss des Hinter Lake
- Abfluss des Purvis Lake
- Great Falls Creek

## Hauptstrom
Ab seiner Quelle am Zusammenfluss von East und West Fork, fließt der Miller River nordwärts bis zu seiner Mündung in den Skykomish River nahe der Gemeinde Miller River. Ein Hauptzufluss ist der Happy Thought Creek, der den kleinen Cleveland Lake entwässert. Der Mohawk Creek fließt oberhalb des Happy Thought Creeks und etwa 1/4 Meile (400 m) unterhalb des West Forks in den North Fork.
Zuflüsse des Hauptstroms
- Happy Thought Creek
- Mohawk Creek